# Rohilkhand
Il Rohilkhand (Hindi: रुहेलखण्ड, Urdu: روہیل کھنڈ) è una regione nord-occidentale dello Stato indiano dell'Uttar Pradesh.
Il Rohilkhand giace al di sopra della pianura alluvionale del Gange e copre un'area di circa 25.000 km² 
È circondata a sud dal fiume Gange, ad ovest dall'Uttarakhand, dal Nepal a nord, e dalla regione dell'Awadh a est.
La regione è così chiamata per le genti Rōhīllā, che sono conosciute come  Madhyadesh nel poema epico sanscrito del Mahābhārata.